# Лещенко Максим Сергійович
Максим Сергійович Лещенко (нар. 18 січня 1992, Чернігів, Україна) — український футболіст, захисник.

## Життєпис

### Ранні роки. «Оболонь-Бровар»
Народився в Чернігові. Проте футболом розпочав займатися з юних років у столиці держави. Вихованець академії «Динамо» та «Відрадний» (Київ), у футболці яких виступав у юнацьких змагань Києва та ДЮФЛУ. На початку липня 2009 року підписав контракт з «Динамо», але через високу конкуренцію грав нерегулярно навіть у молодіжній команді. Наприкінці серпня 2010 року перебрався в «Кривбас», але й у Кривому Розі також грав лише в молодіжній команді. Наприкінці червня 2013 року відправився на перегляд у Євпаторію «Нафтовика-Укрнафти», але до підписання контракту справа так і не дійшла.
На початку липня 2013 року уклав договір з «Оболонню-Бровар». У футболці столичного клубу дебютував 14 липня 2013 року в нічийному (0:0) домашньому поєдинку 1-го туру Другої ліги України проти миколаївської «Енергії». Максим вийшов на поле на 76-й хвилині замість Дмитра Проневича. У сезоні 2013/14 років зіграв 30 матчів у Другій лізі України та 2 поєдинки у національному кубку. Наприкінці сезону 2013/14 років контракт футболіста з «пивоварами» завершився й керівництво клубу вирішило не продовжувати співпрацю з гравцем.

### МФК «Миколаїв»
Наприкінці лютого 2015 року прибув на перегляд до «Миколаєва», який брав участь у товариському турнірі Меморіал Першина. А вже в середині березня того ж року уклав договір з «корабелами». У футболці МФК «Миколаїв» дебютував 20 березня 2015 року в програному (2:4) виїзному поєдинку 18-го туру Першої ліги України проти «Тернополя». Лещенко вийшов на поле в стартовому складі та відіграв увесь матч. Першим голом на професіональному рівні відзначився 30 серпня 2015 року на 84-й хвилині переможного (3:0) домашнього поєдинку 6-го туру Першої ліги України проти тернопільської «Ниви». Максим вийшов на поле на 46-й хвилині замість Дмитра Кошелюка. За 2015 календарний рік зіграв 19 матчів (1 гол) у чемпіонатах України та 2 поєдинки у кубку України. 7 березня 2016 року залишив команду.

### «Десна»
У середині березня 2016 року перейшов у «Десну», з яким підписав 1,5-річний контракт. У футболці чернігівського клубу дебютував 9 квітня 2016 року в програному (0:1) виїзному поєдинку 21-го туру Першої ліги України проти кропивницької «Зірки». Лещенко вийшов на поле в стартовому складі та відіграв увесь матч. У другій половині сезону 2015/16 років провів 6 поєдинків у Першій лізі України, а на початку наступного сезону вже не грав. На початку вересня 2016 року вільним агентом залишив «Десну».

### «Полтава»
На початку вересня 2016 року підсилив «Полтаву». У футболці «городян» дебютував 3 вересня 2016 року в програному (1:3) виїзному поєдинку 7-го туру Першої ліги України проти охтирського «Нафтовика-Укрнафти». Лещенко вийшов на поле в стартовому складі та відіграв увесь матч. До завершення сезону 2015/16 років зіграв 11 матчів у Першій лізі України та 1 поєдинок у кубку України.

### Виступи на аматорському рівні. «Кобра»
На початку січня 2017 року виїхав до окупованого Криму, де виступав в так званій Прем'єр-лізі КФС за «Кримтеплицю». Навесні 2018 року повернувся на підконтрольну територію України, виступав за «Межигір'я» в чемпіонаті Київської області.
Наприкінці липня 2018 року підсилив новостворену «Кобру». У футболці харківського клубу дебютував 28 липня 2018 року в програному (0:2) домашньому поєдинку 2-го туру Першої ліги України проти МФК «Миколаїв». Максим вийшов на поле в стартовому складі та відіграв увесь матч. Наприкінці липня - на початку серпня 2018 року провів 2 поєдинки за «Кобру».

### «Полісся» (Житомир)
Наприкінці серпня 2018 року, після розформування «Кобри», вільним агентом перебрався до «Полісся». У футболці житомирського клубу дебютував 1 вересня 2018 року в нічийному (1:1) виїзному поєдинку 7-го туру групи «А» Другої ліги України проти «Минаю». Лещенко вийшов на поле на 60-й хвилині замість Сергія Дячука. Восени 2018 року відіграв 8 поєдинків у Другій лізі України. На початку березня 2019 року вільним агентом залишив житомирський колектив. Весняно-літню частину сезону 2018/19 років провів у «Поліссі» (Городниця), яке виступало в чемпіонаті Житомирської області.

### Виступи на аматорському рівні. «Чайка»
На початку липня 2019 року підписав контракт з «Чайкою». У футболці борщагівського клубу дебютував 3 серпня 2019 року в програному (0:1) домашньому поєдинку 2-го туру групи А Першої ліги України проти хмельницького «Поділля». Максим вийшов на поле в стартовому складі та відіграв увесь матч, а на 36-й хвилині отримав жовту картку. Єдиним голом у складі «Чайки» відзначився 1 листопада 2020 року на 90+3-й хвилині переможного (3:1) виїзного поєдинку 9-го туру групи «А» Другої ліги України проти луцької «Волині-2». Лещенко вийшов на поле в стартовому складі та відіграв увесь матч, а на 37-й хвилині отримав жовту картку. Загалом у складі борщагівського клубу провів 36 матчів (1 гол) у Другій лізі України та 1 поєдинок у кубку України. У середині квітня 2021 року вільним агентом залишив «Чайку». До кінця календарного 2021 року виступав за 2ТДК у чемпіонаті Києва та «Кудрівку» у чемпіонаті Київської області. На початку липня 2022 року повернувся до «Чайки». У футболці борщагівського клубу дебютував 3 вересня 2022 року в програному (0:3) виїзному поєдинку 1-го туру Другої ліги України проти бузівської «Ниви». Максим вийшов на поле в стартовому складі, а на 57-й хвилині його замінив Богдан Козій. У сезоні 2022/23 років зіграв 8 матчів у Другій лізі України. По завершенні сезону вільним агентом залишив борщагівський клуб.